# Heimatland (Lied)

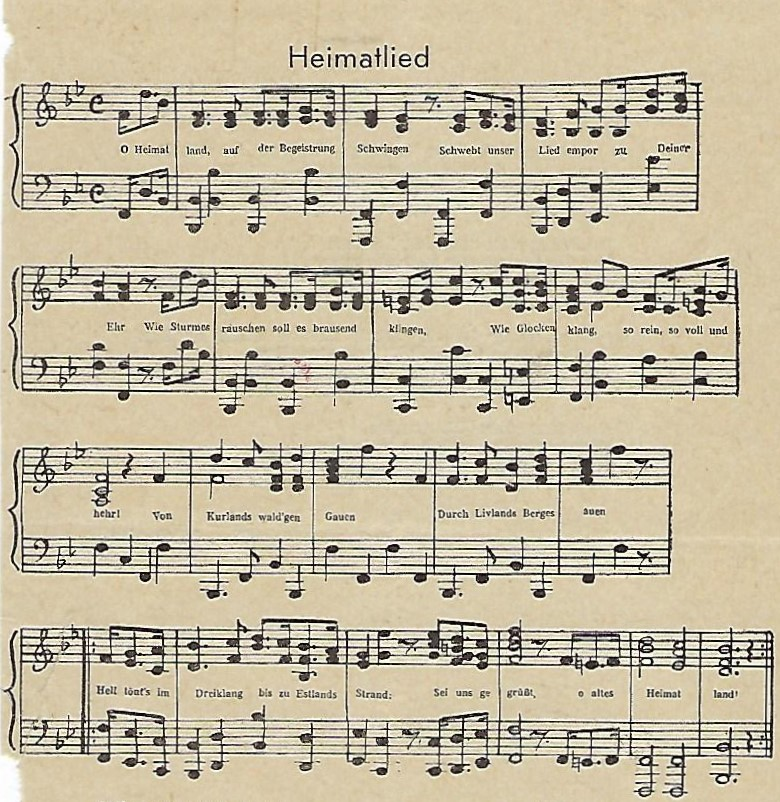
Heimatland

Heimatland ist das Lied der Deutsch-Balten. Der Text ist von Christoph Mickwitz (1850–1924). Die Hymne preist Kurland, Livland und Estland. Die Melodie entspricht im Wesentlichen – bis auf wenige Änderungen im Schlussteil – der des Liedes: „Wo Mut und Kraft in deutscher Seele flammen“ und ist französischen Ursprungs.

## Text
Das Heimatlied

O Heimatland, auf der Begeist’rung Schwingen

schwebt unser Lied empor zu deiner Ehr’!

Wie Sturmesrauschen soll es brausend klingen,

wie Glockenklang, so rein, so voll und hehr!

   Von Kurlands wald’gen Gauen

   durch Livlands Bergesauen

hell tönt’s im Dreiklang bis zu Estlands Strand,

sei uns gegrüßt, o altes Heimatland!

Wie rauscht das Meer um deine weißen Küsten

und singt ein Lied von alter Hansa-Macht!

Wie stolz und stark sich deine Tannen brüsten,

die einsam stehn auf hoher Felsenwacht.

   Ob Stürme sie umschmettern,

   sie trotzen Sturm und Wettern,

denn ihre Wurzel senkt durch Stein und Sand

sich fest hinein ins alte Heimatland.

Und wetterhart, das trotz’ge Haupt im Nacken,

steht um dich deiner Söhne Ehrenschmuck,

die Faust bereit, den Griff des Schwerts zu packen,

bereit die Hand zu festem Bruderdruck.

   Im Kämpfen und im Lieben

   mit Herzblut dir verschrieben,

so schirmen dich, verschlungen Hand in Hand,

der Heimat Söhne, altes Heimatland!

Mag Leid, mag Glück durch uns’re Tage treiben,

wir halten stand, vereint unwandelbar;

„In Treuen fest!“ soll unsre Losung bleiben,

wie sie der Väter Stolz und Ehre war!

   Daß uns dies Vatererbe

   nicht sterbe, noch verderbe,

so schwört aufs neu’, ihr Brüder stammverwandt,

die alte Treu’ dem alten Heimatland!
(Abdruck in: Dichterstimmen aus Estlands schwerer Zeit. 1918.)